# Grande Prêmio do Japão de 2013
O Grande Prêmio do Japão de 2013 foi a décima quinta corrida da temporada de 2013 da Fórmula 1. A prova foi disputada no dia 13 de outubro no Suzuka Circuit, Suzuka, Japão.
A corrida foi vencida pelo piloto alemão Sebastian Vettel.

## Resultados

### Treinos Classificatório
| Pos.                    | No. | Piloto              | Equipe               | Q1       | Q2       | Q3       | Grid |
| ----------------------- | --- | ------------------- | -------------------- | -------- | -------- | -------- | ---- |
| 1                       | 2   | Mark Webber         | Red Bull-Renault     | 1:32.271 | 1:31.513 | 1:30.915 | 1    |
| 2                       | 1   | Sebastian Vettel    | Red Bull-Renault     | 1:32.397 | 1:31.290 | 1:31.089 | 2    |
| 3                       | 10  | Lewis Hamilton      | Mercedes             | 1:32.340 | 1:31.636 | 1:31.253 | 3    |
| 4                       | 8   | Romain Grosjean     | Lotus-Renault        | 1:31.824 | 1:31.565 | 1:31.365 | 4    |
| 5                       | 4   | Felipe Massa        | Ferrari              | 1:31.994 | 1:31.668 | 1:31.378 | 5    |
| 6                       | 9   | Nico Rosberg        | Mercedes             | 1:32.244 | 1:31.764 | 1:31.397 | 6    |
| 7                       | 11  | Nico Hülkenberg     | Sauber-Ferrari       | 1:32.465 | 1:31.848 | 1:31.664 | 7    |
| 8                       | 3   | Fernando Alonso     | Ferrari              | 1:32.371 | 1:31.828 | 1:31.665 | 8    |
| 9                       | 7   | Kimi Räikkönen      | Lotus-Renault        | 1:32.377 | 1:31.662 | 1:31.684 | 9    |
| 10                      | 5   | Jenson Button       | McLaren-Mercedes     | 1:32.606 | 1:31.838 | 1:31.827 | 10   |
| 11                      | 6   | Sergio Pérez        | McLaren-Mercedes     | 1:32.718 | 1:31.989 |          | 11   |
| 12                      | 14  | Paul di Resta       | Force India-Mercedes | 1:32.286 | 1:31.992 |          | 12   |
| 13                      | 17  | Valtteri Bottas     | Williams-Renault     | 1:32.613 | 1:32.013 |          | 13   |
| 14                      | 12  | Esteban Gutiérrez   | Sauber-Ferrari       | 1:32.673 | 1:32.063 |          | 14   |
| 15                      | 16  | Pastor Maldonado    | Williams-Renault     | 1:32.875 | 1:32.093 |          | 15   |
| 16                      | 19  | Daniel Ricciardo    | Toro Rosso-Ferrari   | 1:32.804 | 1:32.485 |          | 16   |
| 17                      | 15  | Adrian Sutil        | Force India-Mercedes | 1:32.890 |          |          | 221  |
| 18                      | 18  | Jean-Éric Vergne    | Toro Rosso-Ferrari   | 1:33.357 |          |          | 17   |
| 19                      | 23  | Max Chilton         | Marussia-Cosworth    | 1:34.320 |          |          | 18   |
| 20                      | 20  | Charles Pic         | Caterham-Renault     | 1:34.556 |          |          | 202  |
| 21                      | 21  | Giedo van der Garde | Caterham-Renault     | 1:34.879 |          |          | 19   |
| 22                      | 22  | Jules Bianchi       | Marussia-Cosworth    | 1:34.958 |          |          | 212  |
| 107% do tempo: 1:38.251 |     |                     |                      |          |          |          |      |
| Fonte:                  |     |                     |                      |          |          |          |      |

Notas:
↑1  — Adrian Sutil foi penalizado dom a perda de cinco posições no grid por trocar a caixa de câmbio.
↑2  — Charles Pic e Jules Bianchi foram penalizados com a perda de dez posições no grid de largada por terem recebido três advertências durante a temporada. No entanto em funçaõ da penalização de Sutil foram promovidos para as posições 20 e 21 respectivamente.

### Corrida
| Pos.   | Num. | Piloto              | Construtora          | Voltas | Tempo             | Grid | Pontos |
| ------ | ---- | ------------------- | -------------------- | ------ | ----------------- | ---- | ------ |
| 1      | 1    | Sebastian Vettel    | Red Bull-Renault     | 53     | 1:26:49.301       | 2    | 25     |
| 2      | 2    | Mark Webber         | Red Bull-Renault     | 53     | +7.129            | 1    | 18     |
| 3      | 8    | Romain Grosjean     | Lotus-Renault        | 53     | +9.910            | 4    | 15     |
| 4      | 3    | Fernando Alonso     | Ferrari              | 53     | +45.605           | 8    | 12     |
| 5      | 7    | Kimi Räikkönen      | Lotus-Renault        | 53     | +47.325           | 9    | 10     |
| 6      | 11   | Nico Hülkenberg     | Sauber-Ferrari       | 53     | +51.615           | 7    | 8      |
| 7      | 12   | Esteban Gutiérrez   | Sauber-Ferrari       | 53     | +1:11.630         | 14   | 6      |
| 8      | 9    | Nico Rosberg        | Mercedes             | 53     | +1:12.023         | 6    | 4      |
| 9      | 5    | Jenson Button       | McLaren-Mercedes     | 53     | +1:20.821         | 10   | 2      |
| 10     | 4    | Felipe Massa        | Ferrari              | 53     | +1:29.263         | 5    | 1      |
| 11     | 14   | Paul di Resta       | Force India-Mercedes | 53     | +1:38.572         | 12   |        |
| 12     | 18   | Jean-Éric Vergne    | Toro Rosso-Ferrari   | 52     | +1 lap            | 17   |        |
| 13     | 19   | Daniel Ricciardo    | Toro Rosso-Ferrari   | 52     | +1 lap            | 16   |        |
| 14     | 15   | Adrian Sutil        | Force India-Mercedes | 52     | +1 lap            | 22   |        |
| 15     | 6    | Sergio Pérez        | McLaren-Mercedes     | 52     | +1 lap            | 11   |        |
| 16     | 16   | Pastor Maldonado    | Williams-Renault     | 52     | +1 lap            | 15   |        |
| 17     | 17   | Valtteri Bottas     | Williams-Renault     | 52     | +1 Volta          | 13   |        |
| 18     | 20   | Charles Pic         | Caterham-Renault     | 52     | +1 Volta          | 20   |        |
| 19     | 23   | Max Chilton         | Marussia-Cosworth    | 52     | +1 Volta          | 18   |        |
| Ret    | 10   | Lewis Hamilton      | Mercedes             | 7      | Dano após colisão | 3    |        |
| Ret    | 21   | Giedo van der Garde | Caterham-Renault     | 0      | Colisão           | 19   |        |
| Ret    | 22   | Jules Bianchi       | Marussia-Cosworth    | 0      | Colisão           | 21   |        |
| Fonte: |      |                     |                      |        |                   |      |        |

## Curiosidade
- Primeiros e únicos pontos de Esteban Gutiérrez.